# لوزة حنكية
اللوزتان الحنكيتان اللتان يطلق عليهما اللوزتان فقط غالبًا، وأحيانًا لوزتا الحلق، هما اللوزتان الموجودتان على الجانبين الأيسر والأيمن في الجزء الخلفي من الحلق، ويمكن رؤيتهما غالبًا على هيئة كتلتين لونهما وردي. لا تظهر اللوزتان ككتل بيضاء إلا إذا كانتا ملتهبتين أو مصابتين بعدوى مصحوبة بإفرازات (صديد) وتورم شديد.
التهاب اللوزتين غالبًا ما يسبب التهاب الحلق والحمى. وفي الحالات المزمنة قد تستدعي الحالة استئصال اللوزتين.

## التكوين
توجد اللوزتان الحنكيتان في البرزخ الفموي البلعومي، بين قوس الحنكي اللساني والقوس الحنكي البلعومي الذي يعد جزءاً من الحنك الرخو.
اللوزة الحنكية هي إحدى الأنسجة اللمفاوية المرتبطة بالغشاء المخاطي، وتقع عند مدخل الجهاز التنفسي العلوي والجهاز الهضمي لحماية الجسم من دخول المواد الغريبة عبر الغشاء المخاطي. نتيجة ذلك فإنها موقع ونقطة مركزية محتملة للعدوى، وهي أحد أنسجة المناعة الرئيسية في البلعوم. ويشكل جزءًا من حلقة فالداير التي تتكون من الزائدة الأنفية، زوج اللوزة النفيرية، زوج اللوزة الحنكية، واللوز اللسانية. تُغطى اللوزة من الجانب البلعومي بنسيج ظهاري حرشفي مطبَّق، في حين أنها ترتبط بجدار البلعوم بكبسولة ليفية. تمر عبر الكبسولة ترابيق تحتوي على أوعية دموية صغيرة وأعصاب وأوعية لمفاوية. تقسم هذه الترابيق اللوزة إلى فصيصات.

### الإمداد الدموي والتعصيب
تأتي الأعصاب التي تزود اللوزتين الحنكيتان من العصب الفكي العلوي للعصب ثلاثي التوائم عبر الأعصاب الحنكية الصغرى، ومن الفروع اللوزية في العصب البلعومي اللساني. يكمل العصب البلعومي اللساني مساره وراء اللوزتين الحنكيتان ليغذي الثلث الخلفي من اللسان ليحمل الإحساس العام والإحساس بالتذوق. من المرجح أن يتأذى هذا العصب أثناء استئصال اللوزتين ما يؤدي إلى انخفاض أو فقدان الإحساس العام والإحساس بالتذوق في الثلث الخلفي من اللسان.
يجري توفير الإمداد الدموي بواسطة الفروع اللوزية من خمسة شرايين: الشريان اللساني الظهري (فرع للشريان اللساني)، الشريان الحنكي الصاعد (فرع للشريان الوجهي)، الفرع اللوزي (من الشريان الوجهي)، الشريان البلعومي الصاعد (فرع للشريان السباتي الظاهر)، والشريان الحنكي الصغير (فرع للشريان الحنكي النازل، وهو نفسه فرع للشريان الفكي العلوي). التصريف الوريدي يتم عن طريق الضفيرة المحيطة باللوزة التي تصب في الأوردة اللسانية والبلعومية، والتي بدورها تصب في الوريد الوداجي الباطن.

## الوظيفة

### المناعة الموضعية
يمكن أن تنضج الخلايا اللوزية البائية لتنتج جميع فئات الأجسام المضادة الرئيسية الخمسة. بالإضافة إلى ذلك، فعند إنمائها في المختبر إما بمواد مخففة أو مستضدات معينة، فإنها تنتج أجساماً مضادة محددة ضد الخناق وفيروس شلل الأطفال والعقدية الرئوية وفيروس المستدمية النزلية والمكورات العنقودية الذهبية وعديد السكاريد الشحمي المفرز من الإشريكية القولونية.
بالإضافة إلى المناعة الخلطية الناتجة عن الخلايا اللوزية واللمفاوية البائية بعد تحفيزها بمستضد معين لينتج عنها استجابة كبيرة للخلايا التائية في اللوزتين الحنكيتين. وبالتالي أُثبت بالبحث العلمي أن العدوى الطبيعية أو التطعيم داخل الأنف بلقاح فيروس الحصبة الألمانية الحي الضعيف أفضل بكثير للخلايا اللمفاوية اللوزية الأولية من التطعيم تحت الجلد. وُجد أيضًا أن العدوى الطبيعية بفيروس جدري الماء النطاقي يُحفز الخلايا اللمفاوية اللوزية بشكل أفضل من الخلايا الليمفاوية في الدم المحيطي.

### تأثير السيتوكين
السيتوكينات هي بروتينات مناعية خلطية أو بروتينات سكرية تتحكم في أنشطة الخلايا المستهدفة أو تعدلها، مما يؤدي إلى تنشيط الجينات، مما يؤدي إلى الانقسام الفتيلي، والنمو، والتمايز أو الهجرة، أو موت الخلايا المبرمج. تُنتَج من قبل مجموعة كبيرة من الخلايا بعد حدوث منبه مرتبط بتفاعل مستضد محدد أو بدون وجود المستضد. أبلغت الدراسات أن النتائج السريرية للعديد من الأمراض المعدية أو أمراض المناعة الذاتية أو الأمراض الخبيثة تتأثر بالتوازن الكلي لإنتاج السيتوكينات المساعدة للالتهاب والمضادة للالتهاب. لذلك فإن تحديد تفاصيل السيتوكين في تحليل للوزة سيوفر معلومات أساسية لإجراء مزيد من التحليل المتعمق لسبب هذه الأمراض والآليات الكامنة وراءها، وكذلك الدور والتفاعلات الممكنة بين الخلايا اللمفاوية التائية والبائية والخلايا المناعية الأخرى.
تمثل شبكة السيتوكين نظامًا شديد التعقيد ومتعدد الجوانب والذي يعد ضروريًا لجهاز المناعة للتغلب على الاستراتيجيات الدفاعية المختلفة للكائنات الحية الدقيقة. رُصد في العديد من الدراسات وجود كلا من السيتوكينات: خلية تي المساعدة 1 و2 والآر إن إيه المرسال السيتوكيني في تضخم اللوزتين -أو ما يعرف بانقطاع النفس الانسدادي النومي- والتهاب اللوزتين المتكرر. لقد أُثبت أن اللوزة الحنكية البشرية هي عضو مناعي نشط يحتوي على مجموعة واسعة من الخلايا المنتجة للسيتوكين. وتشارك كل من الخلايا تي المساعدة 1 و2 في الفيزيولوجيا المرضية لتضخم اللوزتين والتهابهما. تؤوي اللوزتين البشريتين في الواقع مستضدات ميكروبية باستمرار حتى عندما يكون الفرد لا تظهر عليه أي أعراض للعدوى المستمرة. وهو ما يمكن أن يكون أيضًا تأثيرًا للتطور الجيني للجهاز المناعي.

## الأهمية الطبية
من المحتمل أن يكون أساس سبب العدوى أو الالتهاب اللوزي هو موقعها التشريحي ووظيفتها الكامنة كعضو مناعي، وتحويلها للمواد المعدية ومستضدات أخرى، ثم تصبح هي نفسها محورًا للعدوى أو الالتهابات. ومع ذلك، لم تُقبل أي نظرية واحدة للإمراض. قد تكون العدوى الفيروسية مع الغزو البكتيري الثانوي إحدى آليات بدء المرض المزمن، لكن تأثيرات البيئة، والعوامل المضيفة، والاستخدام الواسع النطاق للمضادات الحيوية، والاعتبارات البيئية، والنظام الغذائي كلها قد تلعب دوراً في ذلك أيضاً.
تُعتبر اللوزتان مواقع شائعة للعدوى في الأطفال، وقد تؤدي إلى التهاب اللوزتين الحاد أو المزمن. ومع ذلك، لا يزال السؤال مفتوحًا ما إذا كان تضخم اللوزتين ناجمًا أيضًا عن عدوى مستمرة. تعتبر عملية استئصال اللوزتين واحدة من أكثر العمليات الرئيسية شيوعًا التي تُجرى للأطفال. تم تعقيد دواعي العملية بسبب الجدل حول فوائد إزالة أنسجة مصابة بعدوى مزمنة والضرر المحتمل الناجم عن القضاء على هذا النسيج الاستقرائي المناعي المهم.
يمكن الحصول على المعلومات الضرورية لاتخاذ قرار عقلاني لحل هذا الخلاف من خلال فهم الإمكانات المناعية للوزة الحنكية الطبيعية ومقارنة هذه الوظائف بالتغيرات التي تحدث في النظراء المصابين بأمراض مزمنة.

### التهاب اللوزتين الحاد
التهاب اللوزتين الحاد هو أكثر أمراض اللوزتين شيوعًا. ويترافق مع التهاب الحلق، والحمى، وصعوبة في البلع. قد تظهر اللوزتين بالحجم الطبيعي أو أكبر لكن عادة ما تكون حمامية. يمكن رؤية إفرازات -صديد- في كثير من الأحيان ولكن ليس دائمًا. ليست كل هذه العلامات والأعراض موجودة في كل مريض.

### التهاب اللوزتين المتكرر
عُرِّفت العدوى المتكررة بشكل متفاوت على أنها أربعة إلى سبع إصابات من التهاب اللوزتين الحاد خلال سنة واحدة، أو خمس وقائع لمدة سنتين متتاليتين أو ثلاث وقائع في السنة لمدة ثلاثة سنوات متتالية.

### تضخم اللوزتين
تضخم اللوزتين هو تضخم في الحجم ولكن بدون تاريخ لالتهابهما. تضخم اللوزتين الانسدادي هو السبب الأكثر شيوعًا لاستئصال اللوزتين. يصاب هؤلاء المرضى بدرجات متفاوتة من النوم المضطرب والذي قد يشمل أعراض الشخير المرتفع، والتنفس غير المنتظم، والاختناق والسعال الليلي، والاستيقاظ المتكرر، وتوقف التنفس أثناء النوم، وعسر البلع و/أو فرط النوم خلال اليوم. قد يؤدي هذا إلى تغيرات سلوكية/مزاجية في المرضى ويستدعي الحاجة إلى قياس لنومهم من أجل تحديد الشدة التي تؤثر بهذا هذه الأعراض على نومهم.

## معرض صور

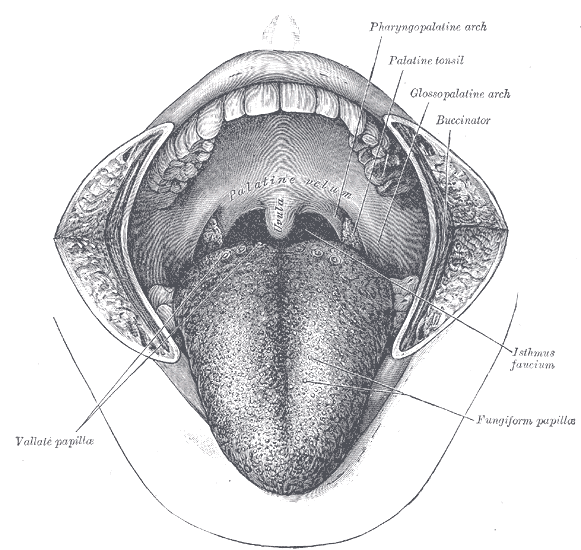
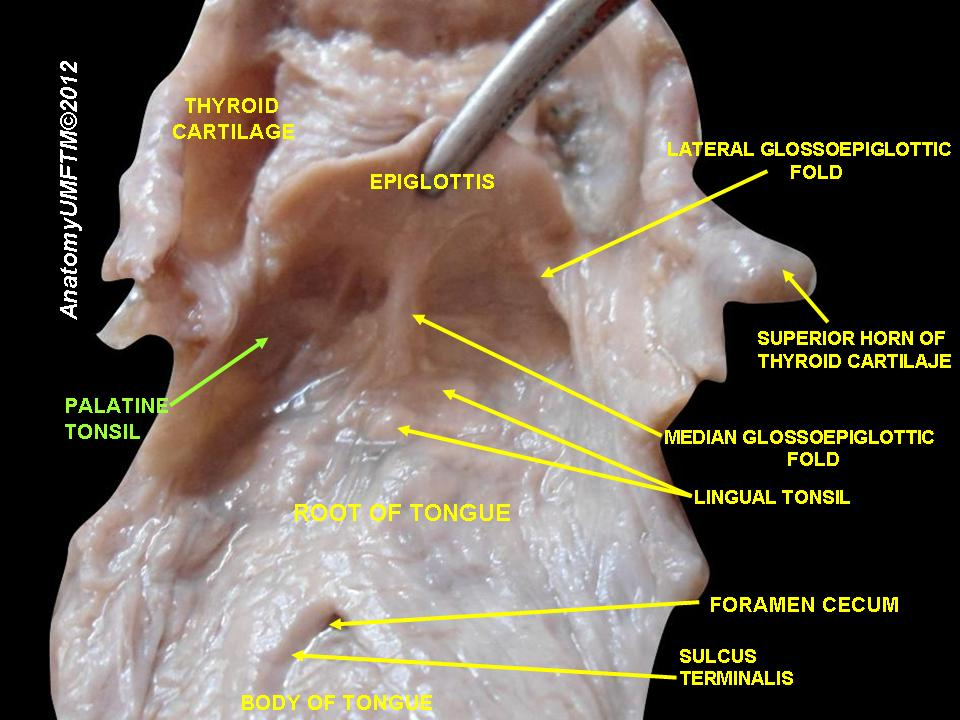
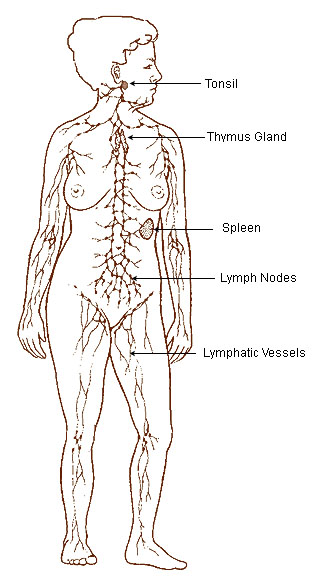
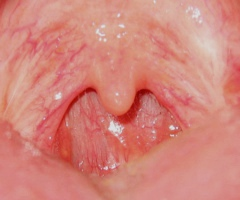
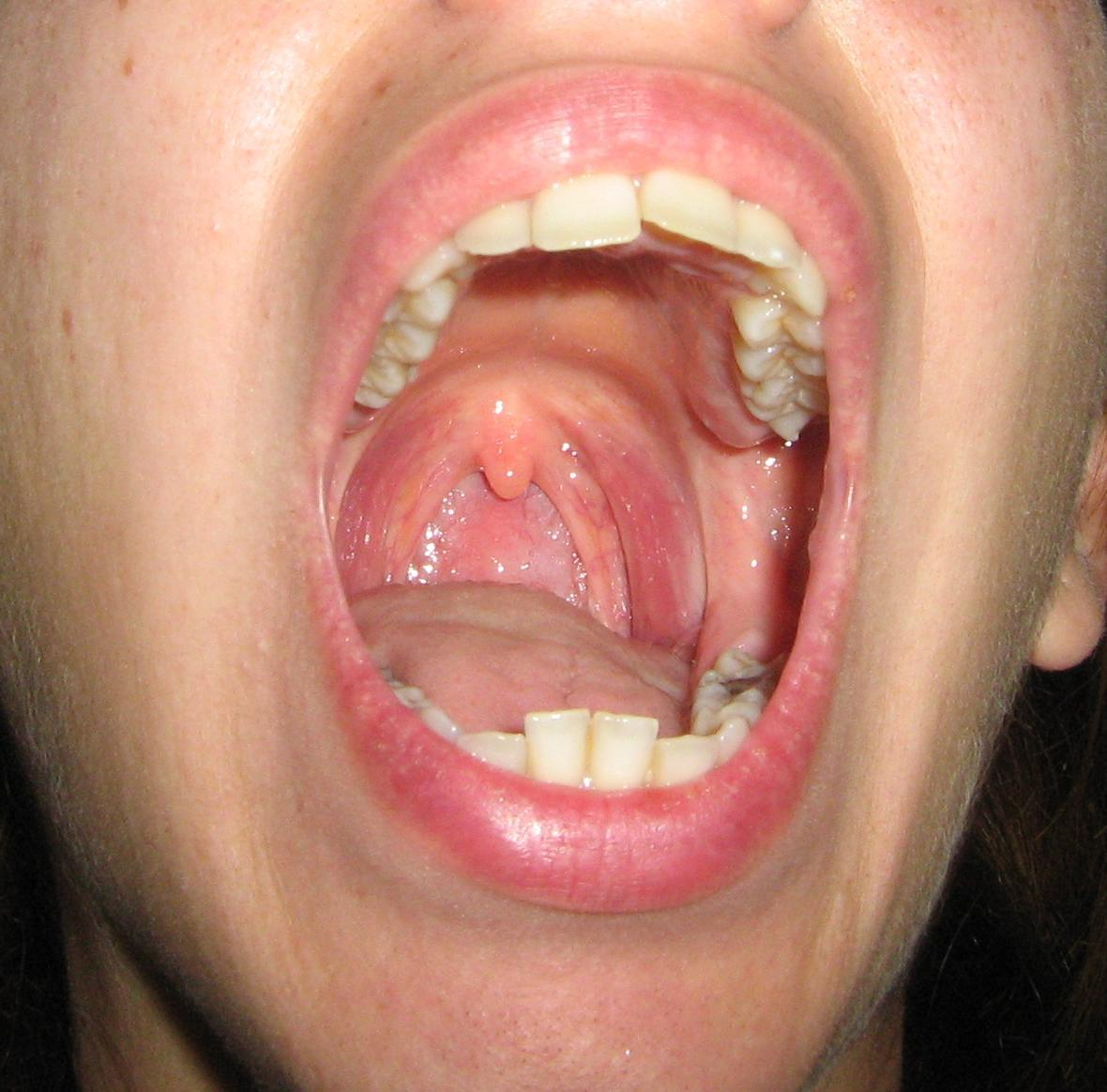
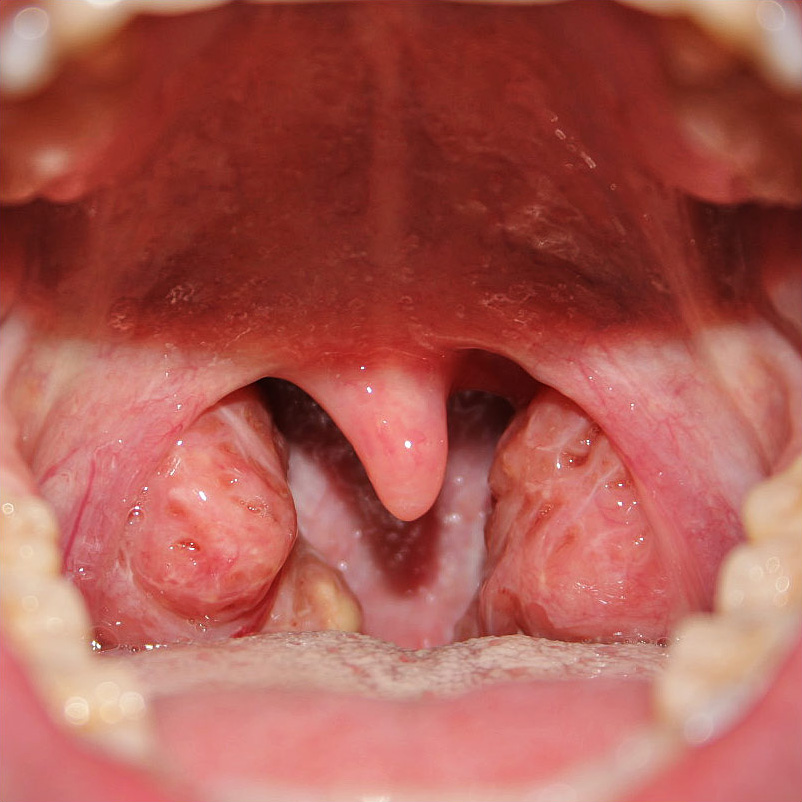